# Pusiola nyassana
Pusiola nyassana là một loài bướm đêm thuộc phân họ Arctiinae, họ Erebidae.